# Sant Pol de Mar
Pour les articles homonymes, voir Pol.
Sant Pol de Mar est une commune de la province de Barcelone, en Catalogne, en Espagne, de la comarque du Maresme.

## Géographie
Commune située en bord de mer Méditerranée sur la Costa del Maresme

## Personnalités
Carme Ruscalleda, née à Sant Pol de Mar, est actuellement la seule femme au monde récompensée de cinq étoiles par le Guide Michelin : trois pour son restaurant Sant Pau de Sant Pol de Mar, et deux pour le Sant Pau de Tokyo.